# Fogge
Le fogge sono grossi granai, di età messapica, che fino ai primi anni del '900 venivano utilizzati per conservare i prodotti della terra durante il periodo invernale. Sono presenti in alcune zone del Salento specialmente nella località di Cocumola, frazione di Minervino di Lecce, dove se ne contano più di duecentocinquanta.